# Marcel Dib
Marcel Dib (ur. 10 sierpnia 1960 w Marsylii) – francuski piłkarz, występujący na pozycji pomocnika.

## Kariera
W 1988 z AS Monaco zdobył Mistrzostwo, a w 1991 Puchar Francji. W 1992 awansował do finału Puchar Zdobywców Pucharów. W Reprezentacji Francji zadebiutował 23 marca 1988 w meczu z Hiszpanią. Łącznie do 1990 rozegrał 6 meczów.
| Sezony    | Klub                | Mecze | Gole |
| --------- | ------------------- | ----- | ---- |
| 1982–1983 | Sporting Toulon Var | 7     | 1    |
| 1983–1984 | Sporting Toulon Var | 26    | 0    |
| 1984–1985 | Sporting Toulon Var | 32    | 0    |
| 1985–1986 | AS Monaco           | 28    | 1    |
| 1986–1987 | AS Monaco           | 38    | 4    |
| 1987–1988 | AS Monaco           | 33    | 4    |
| 1988–1989 | AS Monaco           | 36    | 2    |
| 1989–1990 | AS Monaco           | 38    | 0    |
| 1990–1991 | AS Monaco           | 35    | 1    |
| 1991–1992 | AS Monaco           | 32    | 0    |
| 1992–1993 | AS Monaco           | 28    | 0    |
| 1993–1994 | Girondins Bordeaux  | 26    | 0    |
| 1994–1995 | Olympique Marsylia  | 37    | 2    |
| 1995–1996 | Olympique Marsylia  | 39    | 3    |